# Janet Nguyễn
Janet Nguyen hay Janet Q. Nguyen, Janet Nguyễn (sinh 1 tháng 5 năm 1976) là một chính khách người Mỹ gốc Việt. Bà là thành viên thuộc Đảng Cộng hòa (Hoa Kỳ) đã giành thắng lợi trong cuộc đua vào Thượng viện tiểu bang California vào tháng 11 năm 2014. Bà là người gốc Việt đầu tiên làm giám sát viên một quận của Hoa Kỳ và cũng là người đầu tiên từng được bầu vào Thượng viện của một tiểu bang. Với chiến thắng của mình, bà sẽ là người giữ chức vụ dân cử cao cấp nhất của cộng đồng người Việt tại Hoa Kỳ.. Năm 2018, bà đại diện cho Đảng Cộng hòa tái tranh cử Thượng nghị sĩ California nhưng bị cựu đại tá
Tom Umberg thuộc Đảng Dân chủ đánh bại.

## Sự nghiệp
Janet Nguyen có tên khai sinh là Nguyễn Thị Tú Uyên. Bà và gia đình là một trong những Thuyền nhân Việt Nam đến California vào năm 1981. Bà học Đại học California tại Irvine, ban đầu vào ngành y để trở thành bác sĩ, sau đó, bà chuyển theo học chuyên ngành khoa học chính trị và bắt đầu tham gia vào chính trường. Bà từng là thành viên hội đồng thành phố Garden Grove, California. Tạp chí Metro (quận Cam) năm 2006 đã có bài viết đánh giá cao khả năng lãnh đạo và sức ảnh hưởng của bà ở miền Nam California.

### Giám sát viên Quận Cam
Tháng 2 năm 2007, Janet Nguyen được bầu chọn trở thành nữ giám sát viên đầu tiên và trẻ tuổi nhất đại diện cho Địa hạt 1 để được bầu vào Hội đồng giám sát Quận Cam, California. Cuộc bầu cử được tổ chức đặc biệt ngoài thường kỳ, sau khi người tiền nhiệm Lou Correa được bầu vào Thượng viện California, bỏ trống vị trí. Cuộc bầu cử này đã gây nhiều xôn xao với người Mỹ địa phương và cả trong cộng đồng người Việt, sau khi tái kiểm phiếu nhiều lần, kết quả kiểm phiếu lần cuối cùng cho thấy bà Janet Nguyễn chỉ hơn người về nhì và bị loại là luật sư Nguyễn Quang Trung (hay Trung Nguyen trong cách viết ở Mỹ) chỉ 3 phiếu (hai ứng cử viên này giành hơn một nửa số phiếu, với tồng cộng 10 ứng cử viên, trong đó nghị viên Tom Umberg, đại diện Đảng Dân Chủ về hạng 3). Ông Trung đã kiện ra tòa nhiều lần, kể cả kiện ra tòa án tối cao tại California nhưng đều thất bại.
Năm 2008 bà đã tái thắng cử đầy gay go trong một cuộc đua lịch sử với ba ứng cử viên chính cũng là người Mỹ gốc Việt. Năm 2012, bà tiếp tục thắng cử thêm lần nữa. Được biết Hội đồng Giám sát Quận Cam là cơ quan lập pháp kiêm hành pháp cấp cao nhất của Quận Cam, gồm 5 người do dân cử và điều hành ngân sách trên năm tỷ đôla mỗi năm".

### Thượng nghị sĩ tiểu bang California
Ngày 4 tháng 11 năm 2014, Janet Nguyen theo gót người tiền nhiệm và được bầu vào Thượng viện bang California Địa hạt 34. Bà đã dẫn đầu cuộc đua với 63% phiếu ủng hộ. Đối thủ của bà là Jose Solorio, thuộc đảng Dân chủ, chỉ nhận được 37% phiếu ủng hộ. Quỹ chiến dịch tranh cử của bà với số tiền ủng hộ lên đến 3,3 triệu USD, theo nguồn tin công bố công khai. Với thắng lợi bầu cử này, Janet Nguyen trở thành phụ nữ gốc Việt đầu tiên bước chân vào chính trường Hoa Kỳ trong vai trò thượng nghị sĩ tiểu bang California, sau 40 năm người Việt hiện diện tại đất nước này. Cuộc tranh cử này cũng được xem là "một cuộc tranh cử gay cấn và ồn ào nhất từ trước đến nay trong cộng đồng người Việt ở Little Saigon, Quận Cam". Chiến thắng trong đợt bầu cử này của bà cũng đặc biệt quan trọng để Đảng Cộng hòa phá thế đa số áp đảo của Đảng Dân Chủ tại Thượng nghị viện tiểu bang California, nơi có dân số lớn nhất Hoa Kỳ (38 triệu dân). Bà sẽ tuyên thệ nhậm chức vào ngày 1 tháng 12.

## Gia đình
Janet Nguyen sinh tại Sài Gòn, Việt Nam. Năm 1981, gia đình bà là thuyền nhân đến California định cư. Ban đầu bà và gia đình sống ở San Bernardino. Đến đầu những năm 1990, bà định cư ở Garden Grove. Bà đã kết hôn, chồng bà là Tom Bonikowski. Ông bà có 2 con trai.

## Lịch sử tranh cử
- Cuộc bầu cử đặc biệt năm 2007 để bầu Giám sát viên Hạt Cam, Quận 1
  - Janet Nguyễn (R), 10.919—24,1%
  - Trung Nguyen (R), 10.912—24,1%
  - Tom Umberg (D), 9.725—21,4%
  - Carlos Bustamante (R), 7.460—16,5%
  - Mark Rosen (D), 2.181—4,8%
  - Brett Elliott Franklin (R), 1.739—3,8%
  - Kermit Marsh (R), 1.335—2,9%
  - Larry Phan (R), 417—0,9%
  - Lupe Moreno (R), 383—0,8%
  - Benny Diaz (D), 273—0,6%
- Cuộc bầu cử năm 2008 để bầu Giám sát viên Hạt Cam, Quận 1
  - Janet Nguyễn (R), 21.350—56,6%
  - Dina Nguyen (R), 10.465—27,7%
  - Hoa Van Tran (D), 5.928—15,7%
- Cuộc bầu cử năm 2012 để bầu Giám sát viên Hạt Cam, Quận 1
  - Janet Nguyễn (R), 37.106—74,2%
  - Steve Rocco (độc lập), 12.902—25,8%
- Cuộc bầu cử sơ bộ năm 2014 để bầu Thượng nghị sĩ Bang California, Quận 34
  - Janet Nguyễn (R), 46.445—52,0%
  - Jose Solorio (D), 29.793—33,3%
  - Long Pham (R), 13.102—14,7%
- Tổng tuyển cử 2014 để bầu  Thượng nghị sĩ Bang California, Quận 34
  - Janet Nguyễn (R), 95.792—58,1%
  - Jose Solorio (D), 69.220—41,9%

### Thượng viện Bang California 2018
| Bầu cử sơ bộ      | Bầu cử sơ bộ               | Bầu cử sơ bộ               | Bầu cử sơ bộ | Bầu cử sơ bộ |
| Đảng phái         | Đảng phái                  | Ứng viên                   | Số phiếu     | %            |
| ----------------- | -------------------------- | -------------------------- | ------------ | ------------ |
|                   | Cộng hòa                   | Janet Nguyen (đương nhiệm) | 82.874       | 58.3         |
|                   | Dân chủ                    | Tom Umberg                 | 37.360       | 26.3         |
|                   | Dân chủ                    | Jestin L. Samson           | 13.231       | 9.3          |
|                   | Dân chủ                    | Akash A. Hawkins           | 8.746        | 6.1          |
| Tổng số phiếu     | Tổng số phiếu              | Tổng số phiếu              | 142.211      | 100.0        |
| Bầu cử chung cuộc |                            |                            |              |              |
|                   | Dân chủ                    | Tom Umberg                 | 135.062      | 50.6         |
|                   | Cộng hòa                   | Janet Nguyen (đương nhiệm) | 131,973      | 49.4         |
| Tổng số phiếu     | Tổng số phiếu              | Tổng số phiếu              | 267.035      | 100.0        |
|                   | Dân chủ giành ghế Cộng hòa |                            |              |              |

### Hạ viện Bang California 2020

Kết quả bầu cử sơ bộ quận Quốc hội Bang California thứ 72 theo quận giám sát của địa hạt

- J. Nguyen—30–40%

| Bầu cử sơ bộ      | Bầu cử sơ bộ  | Bầu cử sơ bộ             | Bầu cử sơ bộ | Bầu cử sơ bộ |
| Đảng phái         | Đảng phái     | Ứng viên                 | Số phiếu     | %            |
| ----------------- | ------------- | ------------------------ | ------------ | ------------ |
|                   | Cộng hòa      | Janet Nguyen             | 39,778       | 33.8         |
|                   | Dân chủ       | Diedre Nguyen            | 30,021       | 25.5         |
|                   | Cộng hòa      | Tyler Diep (đương nhiệm) | 29,186       | 24.8         |
|                   | Dân chủ       | Bijan Mohseni            | 18,668       | 15.9         |
| Tổng số phiếu     | Tổng số phiếu | Tổng số phiếu            | 117,163      | 100.0        |
| Bầu cử chung cuộc |               |                          |              |              |
|                   | Cộng hòa      | Janet Nguyen             | 122,386      | 54%          |
|                   | Dân chủ       | Diedre Nguyen            | 103,643      | 46%          |
| Tổng số phiếu     | Tổng số phiếu | Tổng số phiếu            | 226,029      | 100%         |

Kết quả: Cộng hoà giữ nguyên ghế